# Sperling (Familienname)
Sperling ist ein Familienname aus dem deutschsprachigen Raum.

## Namensträger

### A
- Adolf Sperling (1882–1966), deutscher Politiker
- Alexander Sperling (1890–1973), deutscher Turner
- Andrea Sperling, US-amerikanische Filmproduzentin

### B
- Bodo Sperling (* 1952), deutscher Maler

### C
- Carl Gottfried Sperling (1802–1864), deutscher Politiker, Oberbürgermeister von Königsberg
- Claus Sperling (1890–1971), deutscher Maler und Theologe

### D
- Dietrich Sperling (1933–2023), deutscher Politiker (SPD)

### E
- Eckhard Sperling (1925–2007), deutscher Mediziner und Psychoanalytiker
- Eduard Sperling (General) (1843–1917), deutscher Generalmajor
- Eduard Sperling (Ringer) (1902–1985), deutscher Ringer
- Elliot Sperling (1951–2017), US-amerikanischer Historiker
- Erich Sperling (Drucker) (Erich Magnus Sperling; 1882–1940), deutscher Drucker und Unternehmer
- Erich Sperling (Bildhauer) (1904–1944?), deutscher Bildhauer und Grafiker
- Erich Sperling (Mediziner) (1920–1992), deutscher Chirurg
- Ernst Sperling (1829–1871), deutscher Komponist und Musikschriftsteller

### F
- Fritz Sperling (Politiker) (1911–1958), deutscher Politiker (KPD)
- Fritz Sperling (Bobfahrer) (* 1945), österreichischer Bobfahrer

### G
- Gene Sperling (* 1958), US-amerikanischer Wirtschaftswissenschaftler und Politiker
- Georg Fülberth-Sperling (* 1939), deutscher Politikwissenschaftler, siehe Georg Fülberth
- George Sperling (* 1934), US-amerikanischer Psychologe
- Gerhard Sperling (Maler) (1908–1975), deutscher Maler
- Gerhard Sperling (Leichtathlet) (* 1937), deutscher Leichtathlet
- Gerhard Sperling, eigentlicher Name von Käptn Horn (* 1955), deutscher Musiker
- Gertrud Wilhelmine von Sperling (1860–1921), deutsche Philanthropin, siehe Gertrud von Hindenburg
- Godfrey Sperling (1915–2013), US-amerikanischer Journalist
- Göran Sperling (1630–1691), schwedischer Feldmarschall
- Gottfried Sperling (1921–1991), deutscher Politiker (SED) und Bauernfunktionär
- Gustav Sperling (vor 1905–nach 1910), deutscher Ringer

### H
- Hanna Sperling (* 1952), deutsche Ärztin und jüdische Funktionärin
- Hans Ernst von Sperling (1696–1769), deutscher Forstmann
- Hans-Jürgen Sperling (* 1943), deutscher Rechtswissenschaftler und Hochschullehrer
- Heike Sperling (* 1965), deutsche Designerin und Regisseurin
- Heinrich Sperling (1844–1924), deutscher Maler
- Hilde Sperling (1908–1981), deutsche Tennisspielerin

### I
- Ika Sperling (* 1996), deutsche Comiczeichnerin und Illustratorin

### J
- Joachim Sperling (1891–1975), deutscher General
- Johann Sperling (Mediziner) (1603–1658), deutscher Mediziner, Zoologe und Physiker
- Johann Caspar Sperling (um 1675–1743), deutscher Orgelbauer
- Johann Christian Sperling (1689–1746), deutscher Maler
- John Sperling (1921–2014), US-amerikanischer Universitätsgründer

### K
- Karl Sperling (* 1941), deutscher Humangenetiker
- Kurt von Sperling (1850–1914), deutscher General der Infanterie
- Kurt Sperling (1903–1992), deutscher Schauspieler

### L
- Leon Sperling (1900–1941), polnischer Fußballspieler
- Lutz Sperling (* 1939), deutscher Ingenieurwissenschaftler

### M
- Margot Sperling (* 1939), deutsche Malerin
- Max Mayer Sperling (um 1850–1925), österreichischer Fotograf und Verleger
- Melitta Sperling (1899–1973), austroamerikanische Ärztin und Psychoanalytikerin
- Milton Sperling (1912–1988), US-amerikanischer Filmproduzent und Drehbuchautor

### O
- Oliver Sperling (* 1965), deutscher Kirchenmusiker
- Oskar von Sperling (1814–1872), deutscher Generalmajor
- Oskar Joseph Sperling (1860–1941), deutscher Generalmajor
- Otto Sperling (Mediziner) der Ältere (1602–1681), deutscher Arzt und Botaniker
- Otto Sperling (Polyhistor) der Jüngere (1634–1715), deutsch-dänischer Jurist, Historiker, Numismatiker und Hochschullehrer
- Otto von Sperling (1821–1915), deutscher Generalleutnant
- Otto Sperling (Psychoanalytiker) (1899–2002), austroamerikanischer Psychoanalytiker
- Otto Sperling (Politiker) (1902–1985), deutscher Politiker (SPD), MdA Berlin
- Otto-Karl Sperling (1917–1996), deutscher Mediziner

### P
- Paul Sperling (Pädagoge, 1560) (1560–1633), deutscher Pädagoge
- Paul Sperling (Pfarrer) (1568–1640), deutscher Geistlicher
- Paul Sperling (Pädagoge, 1605) (1605–1679), deutscher Pädagoge
- Paul Friedrich Sperling (1650–1711), deutscher Geistlicher, Superintendent in Leisnig
- Paul Gottfried Sperling (1652–1709), deutscher Mediziner
- Peter Sperling (1934–2008), deutscher Journalist und Mykologe

### R
- Rolf Sperling (Kameramann) (* 1926), deutscher Kameramann
- Rolf Sperling (Wasserspringer) (* 1940), deutscher Wasserspringer
- Rolf Sperling (Autor) (* 1967), deutscher Bühnenautor
- Rowland Sperling (1874–1965), britischer Diplomat
- Rudolf Sperling (Schriftsteller) (1835–1917), deutscher Schriftsteller und Dichter
- Rudolf Sperling (Kaufmann) (1888–1914), deutscher Kaufmann

### S
- Sacha Sperling (* 1990), französischer Schriftsteller
- Swantje Sperling (* 1985), deutsche Politikerin (Bündnis 90/Die Grünen)

### T
- Teresa Sperling (* 1990), deutsche Schauspielerin
- Theresa Sperling (* 1971), deutsche Schriftstellerin, Bühnenautorin

### W
- Walter Sperling (Autor) (1897–1975), deutscher Autor und Grafiker
- Walter Sperling (Geograph) (1932–2016), deutscher Geograph und Geographiedidaktiker
- Walter Sperling (Historiker) (* 1975), deutscher Historiker
- Wilhelm Sperling (1895–1960), deutscher Lehrer und Heimatforscher
- Wolfram Sperling (* 1952), deutscher Schwimmer, Sportwissenschaftler und Hochschullehrer